# Gemma Arró Ribot
Gemma Arró Ribot (* 28. August 1980 in Puigcerdà) ist eine spanische Skibergsteigerin und Mitglied der spanischen Nationalmannschaft Skibergsteigen.
Arró begann mit dem Skiberglaufen im Jahr 2003 nahm mit der Teilnahme an der Cronoescalada Pas de la Casa erstmals an einem Wettkampf in dieser Sportart teil.

## Erfolge (Auswahl)
- 2006:
  - 5. Platz bei der Weltmeisterschaft Skibergsteigen Staffel (mit Naila Jornet Burgadá, Izaskun Zubizarreta und Cristina Bes Ginesta)

- 2007:
  - 6. Platz bei der Europameisterschaft Skibergsteigen Staffel (mit Maribel Martí de la Iglesia und Izaskun Zubizarreta Guerendiain)
  - 8. Platz bei der Europameisterschaft Skibergsteigen team mit Izaskun Zubizarreta Guerendiain

- 2008:
  - 5. Platz bei der Weltmeisterschaft Skibergsteigen Staffel (mit Cristina Bes Ginesta, Izaskun Zubizarreta Guerendiain und Emma Roca Rodríguez)